# 10067 Bertuch
10067 Bertuch è un asteroide della fascia principale. Scoperto nel 1989, presenta un'orbita caratterizzata da un semiasse maggiore pari a 2,2391995 au e da un'eccentricità di 0,0891732, inclinata di 1,78905° rispetto all'eclittica.
L'asteroide è dedicato all'editore tedesco Friedrich Justin Bertuch.